# Slukhål

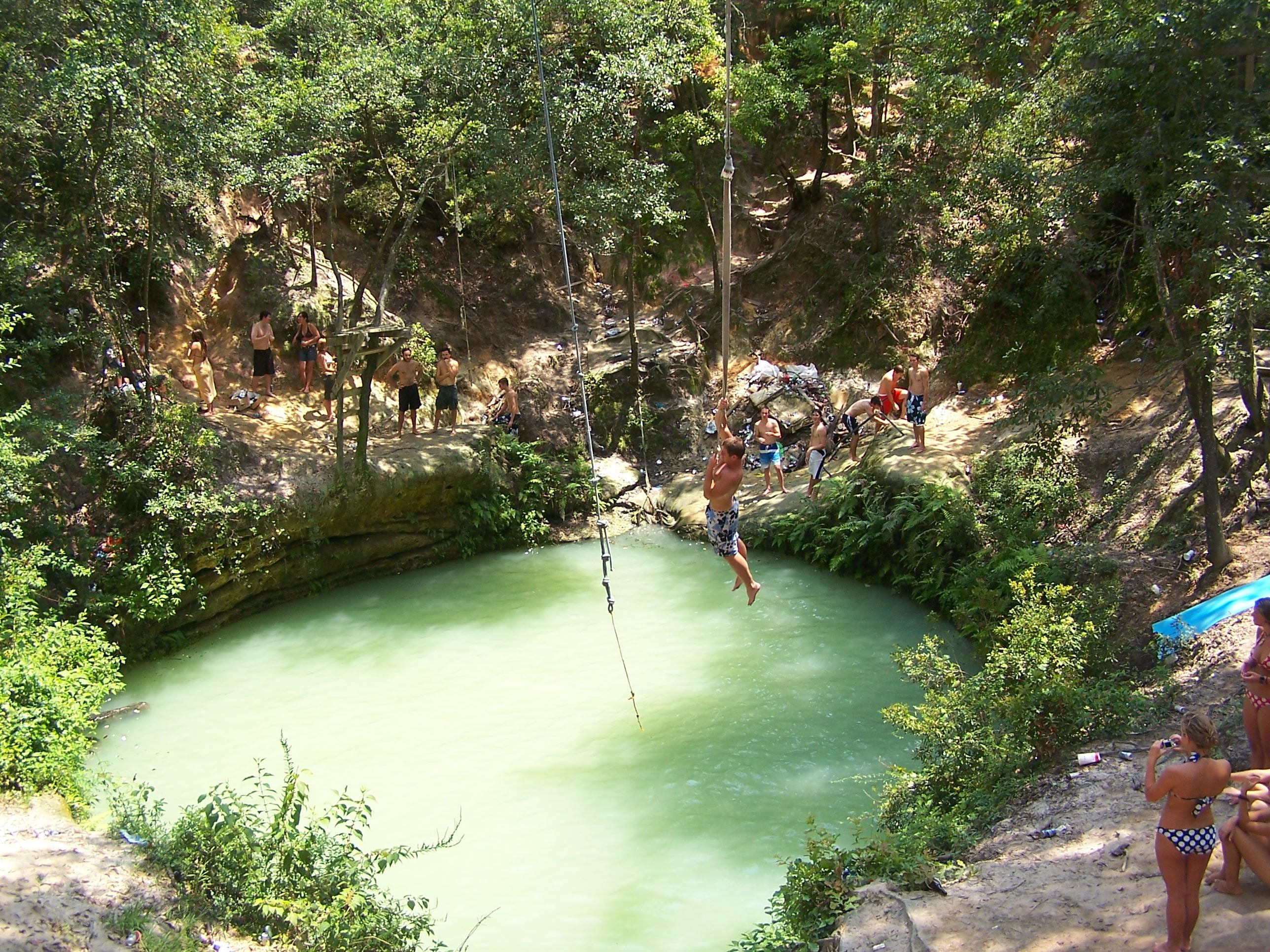
"The devil's sinkhole" ("Djävulens slukhål") i Hawthorne, Florida, USA.

Ett slukhål, även kallat sjunkhål, eller glaciärbrunn på glaciärer, är ett naturligt bildat dräneringshål där vatten leds ner från is- eller markytan till djupare liggande tunnelsystem. Slukhål förekommer främst i karstområden (ibland benämnt blå hål) men även på glaciärer. Om ett slukhål bildas plötsligt, genom att taket på en underjordisk grotta kollapsar, är den korrekta termen för detta en instörtningsdolin.

## Olika varianter

### Slukhål på is
Slukhål på glaciärer kallas glaciärbrunnar. De leder ner smältvatten från ytan till de vattendrag som i glaciärens botten leder ut vattnet till glaciärens framkant, ibland flera kilometer bort.
Även på istäckta sjöar och vattendrag bildas slukhål. De kallas ibland även slurkhål. Regn- eller smältvatten på isytan har högre densitet än isen, så vattnet letar sig ner i sprickor i isen som sakta kan vidgas till slukhål. Sådana slukhål är oftast bara någon decimeter i diameter men kan i ovanliga fall bli uppemot två meter i diameter. Slukhålen kan vara svåra att se när isen är vattentäckt, och om till exempel en långfärdsskridskoåkare fastnar med ena skridskon och benet i ett slukhål kan detta ge upphov till allvarliga skador.

### Slukhål i marken
Slukhål i marken bildas främst i områden med karst. Slukhålen dränerar vatten från markytan ner till berggrunden som ofta består av kalksten, där vatten med lågt pH-värde kan lösa upp kalkstenen ovanför och därmed bilda ett nätverk av kalkstensgrottor med gångar och ibland stora salar. 
Om taket på en sådan kalkstensgrotta plötsligt kollapsar och störtar ner i grottan uppstår en så kallad instörtningsdolin, som sedan bildar en permanent dolin (nedsjunken mark i ett karstområde). En dolin är antingen en kittelformad fördjupning eller har formen av en elliptisk tratt i terrängen, varför de även kallas för jordtratt, jordfallstratt, jordfallshåla eller karsttratt.
Områden som präglats av denna typ av underjordisk erosion kallas karstlandskap efter bergsplatån Karst i gränstrakterna mellan Kroatien, Slovenien och Italien.
Instörtningsdoliner kan dock även uppstå under andra förhållanden, exempelvis i områden med övergivna gruvor eller till följd av markerodering på grund av brustna vattenrör.
Vintertid kan doliner med omgivande höga berg få extremt låga temperaturer på grund av att kall luft rinner ner från de omgivande bergen och stannar i dolinern. Temperaturer ned mot -45°C har lokalt uppmätts i doliner i Alperna.

### Slukhål till havs
Innan man förstod att land efter en nedisning höjde sig ur havet, trodde man att havsytans undansjunkande i förhållande till land, den så kallade vattuminskningen, berodde på att det någonstans uti världshavet fanns slukhål där havsvatten störtade ner i jordens inre. Teorin kallades för slukhålsteorin.
Det finns dock instörtningsdoliner till havs, främst i vikar och grundare vatten. Dessa kallas blå hål.

## Exempel på slukhålsolyckor

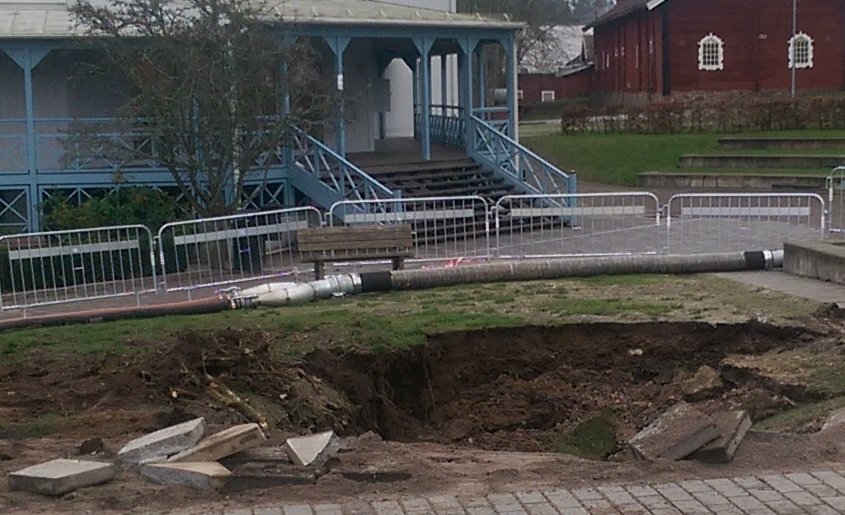
Instörtningsdolin vid Kårallen, Linköpings universitet.

- 2007: 23 februari 2007 bildades en stor instörtningsdolin i Guatemala City. Flera personer, byggnader och en lastbil försvann ned i det stora hålet. I det fallet var det ett läckande avloppsrör som eroderat marken.[8] Den 29 maj 2010 uppstod ett nytt hål i samma område på grund av kraftigt regn under orkanen Agathas framfart i kombination med ett undermåligt avloppsrör. Ett trevåningshus försvann ner i det 22 meter vida och 31 meter djupa hålet.[9]
- 2013: 28 februari 2013 uppstod en instörtningsdolin under ett sovrum i ett hus i Seffner, Florida där en 37-årig man låg och sov.[10][11] Instörtningsdoliner är relativt vanliga i mellersta Florida där berggrunden till stor del består av kalksten.[12]
- 2014: 12 februari 2014 rasade åtta av bilarna på National Corvette Museum i Bowling Green, Kentucky ner i ett slukhål som uppstod i en utställningshall.[13]
- 2014: 26 november 2014 uppstod ett slukhål vid Kårallen, Linköpings universitet. Ingen person skadades men viss skada på egendom skedde.[14]
- 2017: 30 juli 2017 uppstod ett slukhål på Domsjö fabriksområde i Örnsköldsvik. Slukhålet uppstod på grund av ett brustet avloppsrör från fabriken, ingen person skadades.[15]